# Ernst Lorenz (Politiker, 1906)
Ernst Lorenz (* 4. Januar 1906 in Schöneck/Vogtl.; † 1. Juni 1963) war ein deutscher Politiker und Funktionär der DDR-Blockpartei LDPD. Er war LDPD-Landesvorsitzender und Finanzminister in Sachsen-Anhalt. 

## Leben
Lorenz, Sohn eines Kaufmanns, erlernte nach dem Besuch der Volks- und Mittelschule den Beruf seines Vaters. Später war er als Korrespondent und als Verkaufsbevollmächtigter tätig. 
Nach Kriegsende 1945 trat Lorenz der LDP bei. 1949 wurde er Ministerialdirektor und wirkte von November 1950 bis 1952 als Minister der Finanzen des Landes Sachsen-Anhalt im Kabinett Bruschke II. Von 1950 bis 1952 war er auch Abgeordneter des Landtages von Sachsen-Anhalt sowie Mitglied des Landesausschusses der Nationalen Front. Von 1952 bis 1954 wirkte Lorenz als stellvertretender Vorsitzender des Rates des Bezirkes Magdeburg. Anschließend übernahm er die Verlagsleitung der Thüringer Landeszeitung. Bis 1953 war er zudem Vorsitzender der deutsch-polnischen Gesellschaft für Frieden und gute Nachbarschaft im Land Sachsen-Anhalt.
Von 1950 bis 1963 gehörte Lorenz dem Zentralvorstand (ZV) der LDPD, ab 1951 fungierte er als Schatzmeister und war Mitglied des Politischen Ausschusses des ZV der LDPD. Von 1950 bis 1952 war er Vorsitzender des Landesverbandes Sachsen-Anhalt der LDPD, von 1952 bis 1954 Vorsitzender des Bezirksvorstandes Magdeburg der LDPD. Außerdem gehörte er ab 1952 dem Bezirkstag Magdeburg als Abgeordneter an.
Von 1949 bis 1958 gehörte Lorenz als Abgeordneter dem Deutschen Volksrat bzw. der Volkskammer an, war Mitglied des Haushalts- und Finanzausschusses der Volkskammer.